# Liste der österreichischen Spieler in der NHL
Die Liste der österreichischen Spieler in der NHL enthält alle Eishockeyspieler mit österreichischer Staatsangehörigkeit, die mindestens ein Spiel in der regulären Saison der nordamerikanischen National Hockey League, die als beste Profiliga der Welt gilt, absolviert haben.
In der folgenden Liste sind alle österreichischen NHL-Spieler aufgeführt, auch wenn die österreichische Staatsbürgerschaft erst nach ihrer Zeit in der National Hockey League, beispielsweise neben der kanadischen, angenommen wurde.
 Grün unterlegte Spieler  stehen zurzeit im Kader eines NHL-Teams.

## Alphabetische Auflistung
Erläuterung: In der oberen Zeile sind jeweils die Spiele in der regulären Saison angegeben, in der unteren Zeile befindet sich die Anzahl der Playoff-Spiele. Die Statistiken der momentan noch in der NHL aktiven Spieler sind auf dem Stand zum 21. Mai 2023.

### Feldspieler
Abkürzungen: Nat = Nationalität/en, Pos = Position, GP = Spiele, G = Tore, A = Assists, Pts = Punkte, PIM = Strafminuten, D = Verteidiger, C = Center, W = Flügel, F = Stürmer, RW = Rechter Flügel, LW = Linker Flügel
| Name               | Nat        | Pos | Geburtsdatum       | GP   | G   | A   | Pts | PIM | NHL-Teams | aktuelles Team    |
| ------------------ | ---------- | --- | ------------------ | ---- | --- | --- | --- | --- | --- | ----------------- |
| Christoph Brandner | Österreich | F   | 5. Juli 1975       | 35   | 4   | 5   | 9   | 8   | Minnesota Wild (2003–2004) | Karriere beendet  |
| Christoph Brandner | Österreich | F   | 5. Juli 1975       | –    | –   | –   | –   | –   | Minnesota Wild (2003–2004) | Karriere beendet  |
| Tyler Cuma         | Österreich | D   | 19. Jänner 1990    | 1    | 0   | 0   | 0   | 2   | Minnesota Wild (2011–2012) | HC Innsbruck      |
| Tyler Cuma         | Österreich | D   | 19. Jänner 1990    | –    | –   | –   | –   | –   | Minnesota Wild (2011–2012) | HC Innsbruck      |
| Marty Dallman      | Österreich | F   | 15. Februar 1963   | 6    | 0   | 1   | 1   | 0   | Toronto Maple Leafs (1987–1989) | Karriere beendet  |
| Marty Dallman      | Österreich | F   | 15. Februar 1963   | –    | –   | –   | –   | –   | Toronto Maple Leafs (1987–1989) | Karriere beendet  |
| Michael Grabner    | Österreich | F   | 5. Oktober 1987    | 640  | 175 | 101 | 276 | 110 | Vancouver Canucks (2009–2010) Florida Panthers (2010) New York Islanders (2010–2015) Toronto Maple Leafs (2015–2016) New York Rangers (2016–2017) New Jersey Devils (2017–2018) Arizona Coyotes (2018–2020)                                                      | Karriere beendet  |
| Michael Grabner    | Österreich | F   | 5. Oktober 1987    | 40   | 9   | 6   | 15  | 8   | Vancouver Canucks (2009–2010) Florida Panthers (2010) New York Islanders (2010–2015) Toronto Maple Leafs (2015–2016) New York Rangers (2016–2017) New Jersey Devils (2017–2018) Arizona Coyotes (2018–2020)                                                      | Karriere beendet  |
| Richard Grenier    | Österreich | F   | 18. September 1952 | 10   | 1   | 1   | 2   | 2   | New York Islanders (1972–1973) | Karriere beendet  |
| Richard Grenier    | Österreich | F   | 18. September 1952 | –    | –   | –   | –   | –   | New York Islanders (1972–1973) | Karriere beendet  |
| Wayne Groulx       | Österreich | F   | 2. Februar 1965    | 1    | 0   | 0   | 0   | 0   | Québec Nordiques (1984–1985) | Karriere beendet  |
| Wayne Groulx       | Österreich | F   | 2. Februar 1965    | –    | –   | –   | –   | –   | Québec Nordiques (1984–1985) | Karriere beendet  |
| Brian Hill         | Österreich | F   | 12. Jänner 1957    | 19   | 1   | 1   | 2   | 4   | Hartford Whalers (1979–1980) | Karriere beendet  |
| Brian Hill         | Österreich | F   | 12. Jänner 1957    | –    | –   | –   | –   | –   | Hartford Whalers (1979–1980) | Karriere beendet  |
| Greg Holst         | Österreich | F   | 21. Februar 1954   | 11   | 0   | 0   | 0   | 0   | New York Rangers (1975–1978) | Karriere beendet  |
| Greg Holst         | Österreich | F   | 21. Februar 1954   | –    | –   | –   | –   | –   | New York Rangers (1975–1978) | Karriere beendet  |
| Dominic Lavoie     | Österreich | D   | 21. November 1967  | 38   | 5   | 8   | 13  | 31  | St. Louis Blues (1988–1992) Boston Bruins (1992–1993) Los Angeles Kings (1993–1994) | Karriere beendet  |
| Dominic Lavoie     | Österreich | D   | 21. November 1967  | –    | –   | –   | –   | –   | St. Louis Blues (1988–1992) Boston Bruins (1992–1993) Los Angeles Kings (1993–1994) | Karriere beendet  |
| Kraig Nienhuis     | Österreich | F   | 9. Mai 1962        | 87   | 20  | 16  | 36  | 39  | Boston Bruins (1985–1988) | Karriere beendet  |
| Kraig Nienhuis     | Österreich | F   | 9. Mai 1962        | 2    | 0   | 0   | 0   | 14  | Boston Bruins (1985–1988) | Karriere beendet  |
| Andreas Nödl       | Österreich | F   | 28. Februar 1987   | 183  | 15  | 21  | 36  | 28  | Philadelphia Flyers (2008–2011) Carolina Hurricanes (2011–2013) | Karriere beendet  |
| Andreas Nödl       | Österreich | F   | 28. Februar 1987   | 12   | 0   | 0   | 0   | 0   | Philadelphia Flyers (2008–2011) Carolina Hurricanes (2011–2013) | Karriere beendet  |
| Ray Podloski       | Österreich | F   | 5. Januar 1966     | 8    | 0   | 1   | 1   | 17  | Boston Bruins (1988–1989) | Karriere beendet  |
| Ray Podloski       | Österreich | F   | 5. Januar 1966     | –    | –   | –   | –   | –   | Boston Bruins (1988–1989) | Karriere beendet  |
| Thomas Pöck        | Österreich | D   | 2. Dezember 1981   | 118  | 8   | 9   | 17  | 55  | New York Rangers (2003–2008) New York Islanders (2008–2009) | Karriere beendet  |
| Thomas Pöck        | Österreich | D   | 2. Dezember 1981   | 4    | 0   | 3   | 3   | 4   | New York Rangers (2003–2008) New York Islanders (2008–2009) | Karriere beendet  |
| Michael Raffl      | Österreich | F   | 1. Dezember 1988   | 590  | 89  | 90  | 179 | 235 | Philadelphia Flyers (2013–2021) Washington Capitals (2021) Dallas Stars (2021–2022) | Lausanne HC       |
| Michael Raffl      | Österreich | F   | 1. Dezember 1988   | 39   | 7   | 4   | 11  | 29  | Philadelphia Flyers (2013–2021) Washington Capitals (2021) Dallas Stars (2021–2022) | Lausanne HC       |
| Sean Selmser       | Österreich | F   | 10. November 1974  | 1    | 0   | 0   | 0   | 5   | Columbus Blue Jackets (2000–2001) | Karriere beendet  |
| Sean Selmser       | Österreich | F   | 10. November 1974  | –    | –   | –   | –   | –   | Columbus Blue Jackets (2000–2001) | Karriere beendet  |
| Ken Strong         | Österreich | F   | 9. Mai 1963        | 15   | 2   | 2   | 4   | 6   | Toronto Maple Leafs (1982–1985) | Karriere beendet  |
| Ken Strong         | Österreich | F   | 9. Mai 1963        | –    | –   | –   | –   | –   | Toronto Maple Leafs (1982–1985) | Karriere beendet  |
| Thomas Vanek       | Österreich | F   | 19. Januar 1984    | 1029 | 373 | 416 | 789 | 549 | Buffalo Sabres (2005–2013) New York Islanders (2013–2014) Canadiens de Montréal (2014) Minnesota Wild (2014–2016) Detroit Red Wings (2016–2017) Florida Panthers (2017) Vancouver Canucks (2017–2018) Columbus Blue Jackets (2018) Detroit Red Wings (2018–2019) | Karriere beendet  |
| Thomas Vanek       | Österreich | F   | 19. Januar 1984    | 69   | 21  | 15  | 36  | 26  | Buffalo Sabres (2005–2013) New York Islanders (2013–2014) Canadiens de Montréal (2014) Minnesota Wild (2014–2016) Detroit Red Wings (2016–2017) Florida Panthers (2017) Vancouver Canucks (2017–2018) Columbus Blue Jackets (2018) Detroit Red Wings (2018–2019) | Karriere beendet  |
| Emanuel Viveiros   | Österreich | D   | 8. Januar 1966     | 29   | 1   | 11  | 12  | 6   | Minnesota North Stars (1985–1988) | Karriere beendet  |
| Emanuel Viveiros   | Österreich | D   | 8. Januar 1966     | –    | –   | –   | –   | –   | Minnesota North Stars (1985–1988) | Karriere beendet  |
| Simon Wheeldon     | Österreich | F   | 30. August 1966    | 15   | 0   | 2   | 2   | 10  | New York Rangers (1987–1989) Winnipeg Jets (1990–1991) | Karriere beendet  |
| Simon Wheeldon     | Österreich | F   | 30. August 1966    | –    | –   | –   | –   | –   | New York Rangers (1987–1989) Winnipeg Jets (1990–1991) | Karriere beendet  |
| Marco Rossi        | Österreich | C   | 23. September 2001 | 21   | 0   | 1   | 1   | 12  | Minnesota Wild (2022–) | Minnesota Wild    |
| Marco Rossi        | Österreich | C   | 23. September 2001 | –    | –   | –   | –   | –   | Minnesota Wild (2022–) | Minnesota Wild    |
| Marco Kasper       | Österreich | C   | 8. April 2004      | 46   | 9   | 10  | 19  | 18  | Detroit Red Wings (2022–) | Detroit Red Wings |
| Marco Kasper       | Österreich | C   | 8. April 2004      | –    | –   | –   | –   | –   | Detroit Red Wings (2022–) | Detroit Red Wings |

### Torhüter
Abkürzungen: Nat = Nationalität/en, Pos = Position, GP = Spiele, S = Siege, U = Unentschieden, N = Niederlagen, MIP = Spielminuten, GA = Gegentore, GAA = Gegentorschnitt, SVS = Gehaltene Schüsse, SVS% = Fangquote, SO = Shutouts
| Name           | Nat        | Geburtsdatum | GP | S | U | N | MIP  | GA | GAA  | SVS | SVS% | SO | NHL-Teams                   | aktuelles Team   |
| -------------- | ---------- | ------------ | -- | - | - | - | ---- | -- | ---- | --- | ---- | -- | --------------------------- | ---------------- |
| Reinhard Divis | Österreich | 4. Juli 1975 | 28 | 6 | 2 | 9 | 1212 | 67 | 3.32 | 493 | .880 | 0  | St. Louis Blues (2001–2006) | Karriere beendet |
| Reinhard Divis | Österreich | 4. Juli 1975 | 1  | 0 | 0 | 0 | 18   | 0  | 0.00 | 8   | 1.00 | 0  | St. Louis Blues (2001–2006) | Karriere beendet |

## Auflistung nach Draft-Position
Der NHL Entry Draft (bis 1978 NHL Amateur Draft genannt) ist eine jährliche Veranstaltung der NHL, bei der die Teams der Liga Rechte an verfügbaren Amateur- und Jugendspielern erwerben (to draft = einberufen, einziehen) können. In jeder Runde des Drafts hat jedes Team einen sogenannten Draftpick, das bedeutet, dass man sich die Rechte an einem Spieler pro Runde sichern kann. Wählbar sind dabei alle 18- bis 20-jährigen nordamerikanischen Amateur- und Jugendspieler, für Europäer gibt es keine Altersgrenze.
Erläuterung: Dass ein Spieler zwar in einer früheren Runde, dennoch aber an späterer Position gezogen wurde, liegt daran, dass sich die Zahl der auswählenden Teams über die Jahre hinweg vergrößert hat.
| Jahr | Name                 | Verein                | Draft-Position | Runde |
| ---- | -------------------- | --------------------- | -------------- | ----- |
| 1972 | Richard Grenier      | New York Islanders    | 65             | 5     |
| 1974 | Greg Holst           | New York Rangers      | 139            | 8     |
| 1977 | Brian Hill           | Atlanta Flames        | 31             | 2     |
| 1981 | Marty Dallman        | Los Angeles Kings     | 81             | 4     |
| 1981 | Ken Strong           | Philadelphia Flyers   | 58             | 3     |
| 1983 | Wayne Groulx         | Québec Nordiques      | 172            | 9     |
| 1984 | Ray Podloski         | Boston Bruins         | 40             | 2     |
| 1984 | Emanuel Viveiros     | Edmonton Oilers       | 106            | 6     |
| 1984 | Simon Wheeldon       | Edmonton Oilers       | 229            | 11    |
| 1993 | Sean Selmser         | Pittsburgh Penguins   | 182            | 7     |
| 2000 | Reinhard Divis       | St. Louis Blues       | 261            | 8     |
| 2002 | Christoph Brandner   | Minnesota Wild        | 237            | 8     |
| 2003 | Thomas Vanek         | Buffalo Sabres        | 5              | 1     |
| 2006 | Michael Grabner      | Vancouver Canucks     | 14             | 1     |
| 2006 | Andreas Nödl         | Philadelphia Flyers   | 39             | 2     |
| 2008 | Tyler Cuma           | Minnesota Wild        | 23             | 1     |
| 2020 | Marco Rossi          | Minnesota Wild        | 9              | 1     |
| 2020 | Thimo Nickl          | Anaheim Ducks         | 104            | 4     |
| 2020 | Benjamin Baumgartner | New Jersey Devils     | 161            | 6     |
| 2022 | Marco Kasper         | Detroit Red Wings     | 8              | 1     |
| 2022 | Vinzenz Rohrer       | Canadiens de Montréal | 75             | 3     |
| 2023 | David Reinbacher     | Canadiens de Montréal | 5              | 1     |

### Gedraftete Spieler ohne NHL-Einsatz
| Jahr | Name               | Verein              | Draft-Position | Runde |
| ---- | ------------------ | ------------------- | -------------- | ----- |
| 1971 | Rick Cunningham    | Toronto Maple Leafs | 51             | 4     |
| 1975 | Kelvin Greenbank   | Montréal Canadiens  | 34             | 2     |
| 1977 | Jeff Geiger        | Chicago Blackhawks  | 129            | 8     |
| 1978 | Steven Stockmann   | St. Louis Blues     | 106            | 7     |
| 1990 | Michael Stewart    | New York Rangers    | 13             | 1     |
| 1991 | Darcy Werenka      | New York Rangers    | 37             | 2     |
| 1991 | Andrew Verner      | Edmonton Oilers     | 34             | 2     |
| 1992 | Mickey Elick       | New York Rangers    | 192            | 8     |
| 1995 | Martin Hohenberger | Montréal Canadiens  | 74             | 3     |
| 1997 | Gregor Baumgartner | Montréal Canadiens  | 37             | 2     |
| 1998 | Matthias Trattnig  | Chicago Blackhawks  | 94             | 4     |
| 1999 | André Lakos        | New Jersey Devils   | 95             | 3     |
| 1999 | Gregor Baumgartner | Dallas Stars        | 156            | 5     |
| 2001 | Oliver Setzinger   | Nashville Predators | 76             | 3     |
| 2001 | Bernd Brückler     | Philadelphia Flyers | 150            | 5     |

### Gedraftete Spieler im NHL Supplemental Draft
Der NHL Supplemental Draft wurde von der National Hockey League als Ableger des NHL Entry Draft eingeführt und fand von 1986 bis 1994 statt.
| Jahr | Name                | Verein            | Pick | College                        |
| ---- | ------------------- | ----------------- | ---- | ------------------------------ |
| 1986 | Rob Doyle           | Detroit Red Wings | 6    | Colorado College (WCHA)        |
| 1990 | Normand Krumpschmid | Vancouver Canucks | 6    | Ferris State University (CCHA) |

## Rekorde
Der erste gebürtige Österreicher, der NHL-Eis betrat, war Torwart Reinhard Divis, der am 4. Juli 2002 für seine Mannschaft St. Louis Blues Fred Brathwaite in einem Spiel gegen die Colorado Avalanche ersetzte und in 25 Minuten und sechs Sekunden alle vier auf sein Tor abgefeuerten Schüsse halten konnte. Die Mannschaft verlor die Begegnung dennoch mit 2:4. Divis brachte es in insgesamt vier Spielzeiten auf 28 Einsätze, konnte sich aber letztlich in der NHL nicht durchsetzen.
Der erste Feldspieler und gleichzeitig der erste gebürtige österreichische NHL-Torschütze war Christoph Brandner mit den Minnesota Wild, der am 8. Oktober 2003 auswärts gegen die Chicago Blackhawks sein erstes Spiel bestritt und das erste von insgesamt vier Toren am 12. Oktober bei einem Heimspiel gegen die San Jose Sharks erzielte.
Mit Thomas Vanek hat der bis dato erfolgreichste Spieler seine Karriere beendet. Vanek erzielte auch das erste Playoff-Tor eines Österreichers: Am 28. April 2006 traf er auswärts gegen die Philadelphia Flyers im Powerplay zum 1:0.

## Auszeichnungen
Als einziger österreichischer Spieler konnte Thomas Vanek bisher einen der NHL Awards gewinnen. In der Saison 2006/07 gewann er mit einem Endstand von +47 den NHL Plus/Minus Award und hatte dabei fünf Zähler Vorsprung auf den zweitplatzierten Daniel Alfredsson mit einer Bilanz von +42. Im selben Jahr wurde Thomas Vanek auch ins NHL Second All-Star Team gewählt. Michael Grabner wurde 2011 für die Calder Memorial Trophy nominiert und am Ende der Saison als bisher einziger Österreicher ins NHL All-Rookie Team gewählt.

## NHL All-Star Games
Vanek nahm auch als erster Österreicher an einem All-Star-Game teil: beim 57. National Hockey League All-Star Game lief er für die Mannschaft der Eastern Conference auf, konnte sich aber nicht in die Scorerliste eintragen. Michael Grabner wurde 2011 als Rookie für die SuperSkills Competition im Rahmen des All-Star-Wochenendes nominiert.